# Heilig-Geist-Kirche (Hagen)

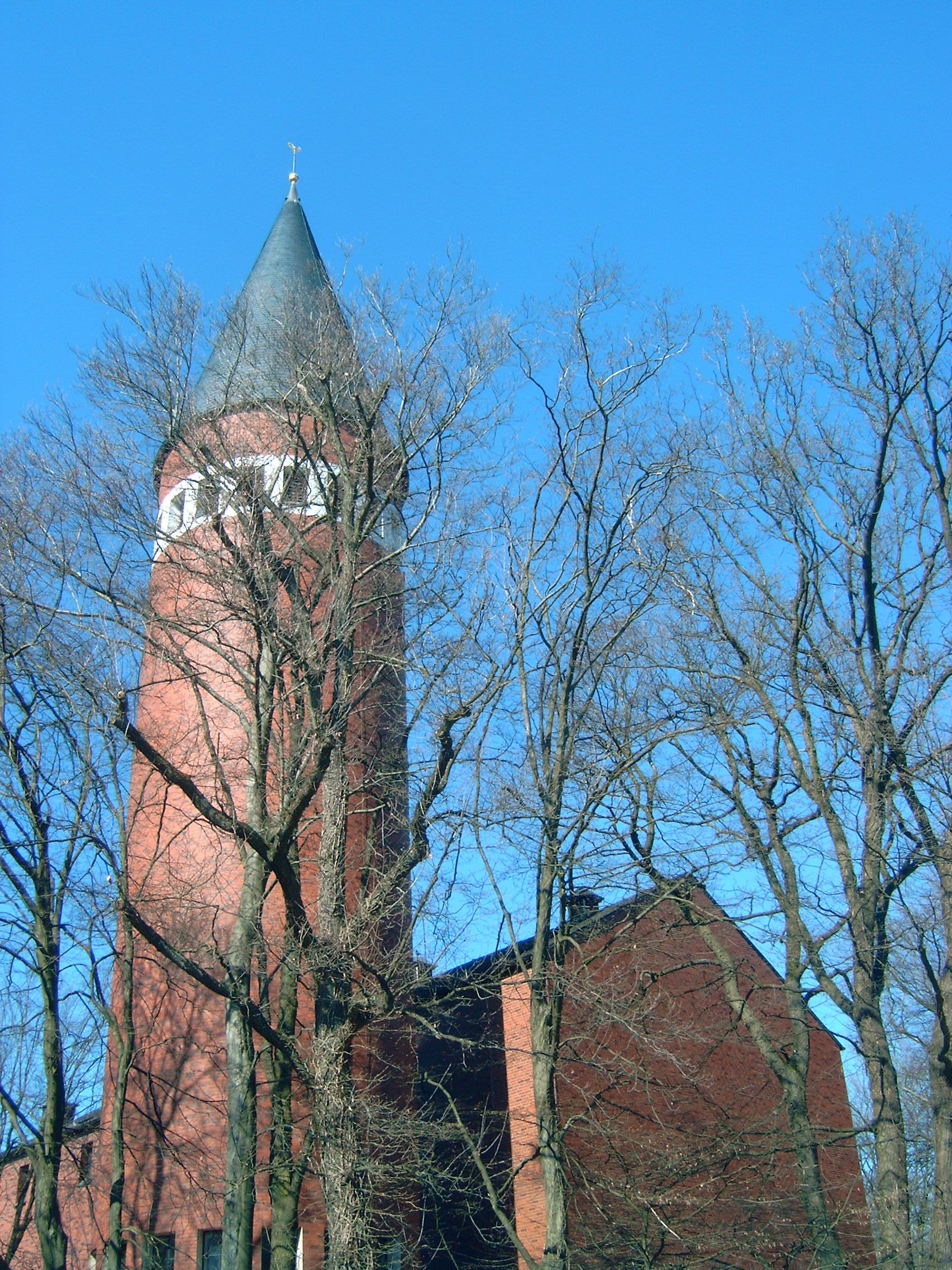
Die Heilig-Geist-Kirche

Die Heilig-Geist-Kirche ist die Kirche der katholischen Gemeinde Heilig-Geist in Hagen (Westfalen) im Stadtteil Emst. Die Grundsteinlegung fand am 9. Mai 1954 statt. Die Konsekration erfolgte am 12. Juni 1955 durch den Paderborner Weihbischof Franz Hengsbach. Der Entwurf der Kirche stammt von dem bekannten Kölner Architekten Dominikus Böhm, der in den Nachkriegsjahren den Kirchenbau in Deutschland maßgeblich prägte. 
Heute gehört die Pfarrei Heilig-Geist gemeinsam mit der Pfarrei St. Elisabeth zum Pastoralverbund Hagen-Mitte im Erzbistum Paderborn.

## Baugeschichte
Die katholische Gemeinde der damals kleinen Hagener Vorstadtsiedlungen Emst, Bissingheim und Eppenhausen entstand ab 1924 unter der Leitung des Vikars und späteren Märtyrers Heinrich König. 1926 wurde in nur knapp fünf Monaten eine „Behelfskirche“ errichtet. Diese wurde nach Fertigstellung der neuen Kirche zum Pfarrheim umgebaut und trägt seit 2002 den Namen Heinrich-König-Haus.
Bereits 1946 nahm der damalige Pfarrer der Heilig-Geist-Gemeinde Liborius Valpertz Kontakt mit dem Architekten Dominikus Böhm auf, der noch im selben Jahr den möglichen Bauplatz in Augenschein nahm. Die Höhenlage des Geländes soll ihn begeistert haben. Bereits im Mai des folgenden Jahres schickte er erste Pläne und eine ausführliche Beschreibung seiner Idee an die Gemeinde. Doch die Pläne mussten noch einige Jahre ruhen, bevor es 1953 zu einem konkreten Auftrag kam.

## Baukörper
In nur 15 Monaten entstand der Sakralbau nach den mehrfach abgeänderten Plänen des Architekten. 47 Meter hoch erhebt sich der runde und weithin sichtbare Glockenturm mit seiner kegelförmigen und verschieferten Dachspitze, die ihm im Volksmund den Beinamen „Bleistift“ einbrachte. Außen ist die Kirche mit rötlichem Klinker verkleidet.
Der nüchterne Gemeinderaum mit über 15 Meter Höhe enthält als einziges Schmuckelement eine Stuckdecke, die die Feuerzungen des Pfingstfestes, des Patronatsfests der Gemeinde, symbolisiert.
Der Blick des Eintretenden wird auf den Altar und die ihn umgebende Apsis gezogen, die ihrerseits auf zwei Seiten von jeweils sechs schlichten Fensterbändern in voller Raumhöhe belichtet wird. Die von Dominikus Böhm geplanten Farbverglasungen der Fensterbänder wurden aus Kostengründen verschoben und sind nie ausgeführt worden. Die außergewöhnlichen hohen Fenster und die rote Klinkerverkleidung des Baukörpers ähneln in der Bauausführung stark dem zeitgleich von Dominikus Böhm errichteten Kirchenbau St. Engelbert in Essen.

## Orgel
Die Orgel wurde 1979 von der Orgelbaufirma Stockmann (Werl) erbaut. Das Schleifladen-Instrument hat 27 Register auf zwei Manualen und Pedal. Die Registertrakturen sind elektrisch, die Spieltrakturen sind mechanisch. Der Orgelprospekt wurde von dem Architekten Peter Groote (Hagen) entworfen. Nachträglich wurde die Orgel mit einer 4000-fachen elektronischen Setzeranlage ausgestattet.
| I Hauptwerk C–g3 |           |       |
| 1.               | Pommer    | 16’   |
| 2.               | Prinzipal | 8’    |
| 3.               | Gambe     | 8’    |
| 4.               | Gedackt   | 8’    |
| 5.               | Oktave    | 4’    |
| 6.               | Gemshorn  | 4’    |
| 7.               | Quinte    | 2 ⁄3′ |
| 8.               | Waldflöte | 2’    |
| 9.               | Mixtur V  | 1 ⁄3′ |
| 10.              | Trompete  | 8’    |

| II Brust-Schwellwerk C–g3 |              |        |
| 11.                       | Rohrflöte    | 8’     |
| 12.                       | Flauto dolce | 8’     |
| 13.                       | Prinzipal    | 4’     |
| 14.                       | Blockflöte   | 4’     |
| 15.                       | Schwiegel    | 2’     |
| 16.                       | Nasard       | 2 ⁄3′  |
| 17.                       | Terz         | 1 3⁄5′ |
| 18.                       | Sifflöte     | 1’     |
| 19.                       | Zimbel IV    | 2⁄3′   |
| 20.                       | Rohrschalmey | 8’     |
|                           | Tremulant    |        |

| Pedal C–f1 |                |     |
| 21.        | Prinzipalbass  | 16’ |
| 22.        | Subbass        | 16’ |
| 23.        | Oktavbass      | 8’  |
| 24.        | Gedacktbass    | 8’  |
| 25.        | Choralbass     | 4’  |
| 26.        | Stille Posaune | 16’ |
| 27.        | Trompete       | 8’  |

- Koppeln: II/I, I/P, II/P